# Bronisław Kamiński (major)

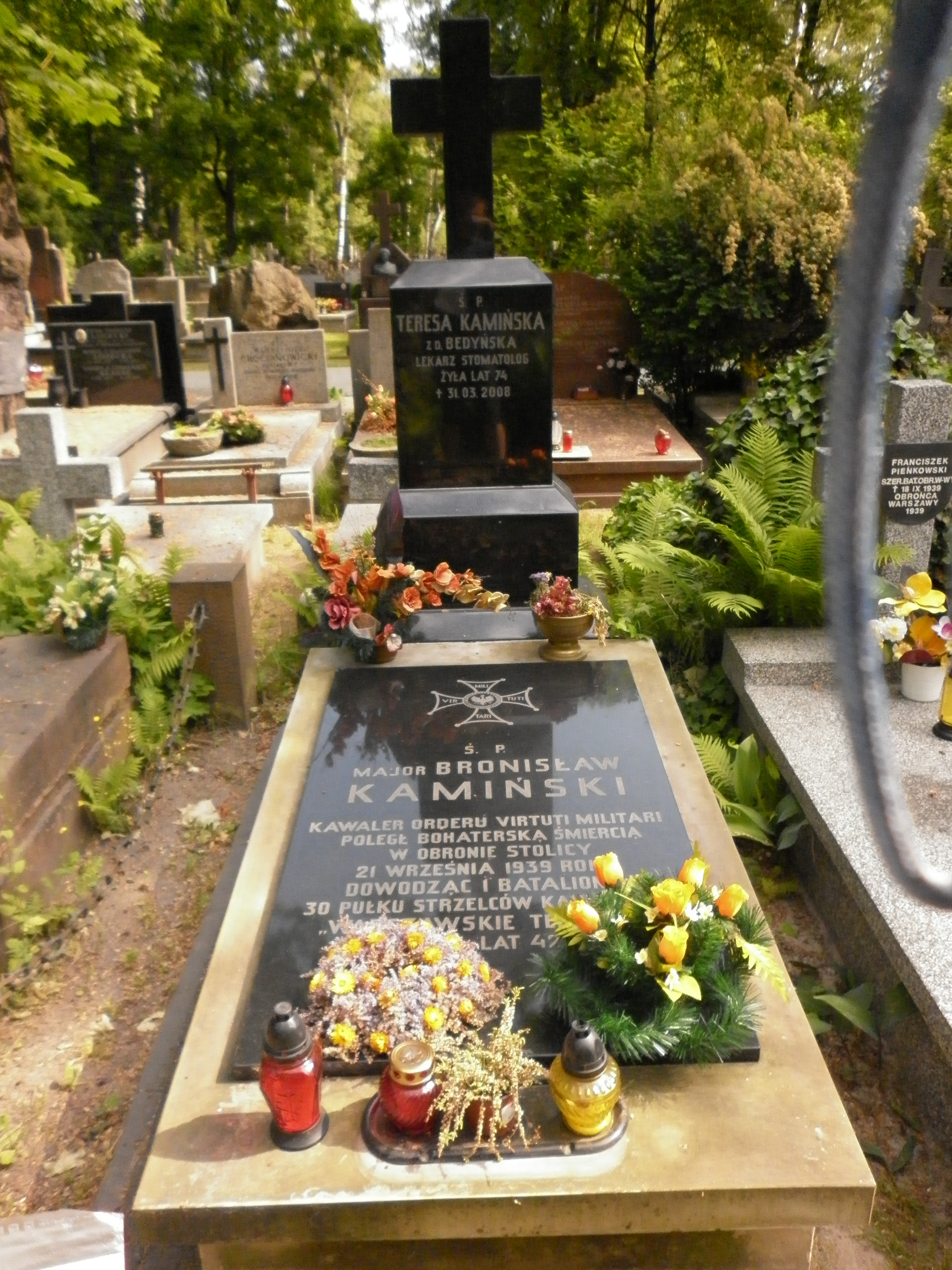
Grób Bronisława Kamińskiego na Cmentarzu Wojskowym na Powązkach w Warszawie

Bronisław Czesław Kamiński (ur. 3 września 1895 we Włocławku, zm. 21 września 1939 w Warszawie) – major piechoty Wojska Polskiego.

## Życiorys
Mając 19 lat wstąpił w szeregi Legionu Puławskiego. W czasie I wojny światowej służył w 1. Pułku Ułanów. 24 lipca 1917 roku dostał się do niewoli niemieckiej po bitwie pod Krechowcami. Odzyskał wolność prawdopodobnie w połowie roku 1918, po czym poprzez Polską Siłę Zbrojną znalazł się w Wojsku Polskim. 3 maja 1922 roku został zweryfikowany w stopniu porucznika ze starszeństwem z dniem 1 czerwca 1919 roku i 373. lokatą w korpusie oficerów piechoty, a jego oddziałem macierzystym był 84 pułk piechoty. 31 marca 1924 roku został awansowany na kapitana ze starszeństwem z dniem 1 lipca 1923 roku i 211. lokatą w korpusie oficerów piechoty. W tym roku nadal pełnił służbę w 84 pułku piechoty w Pińsku, a cztery lata później w Departamencie Piechoty Ministerstwa Spraw Wojskowych w Warszawie i pozostawał oficerem nadetatowym 84 pułku piechoty. 2 grudnia 1930 roku został awansowany na majora ze starszeństwem z dniem 1 stycznia 1931 roku i 97. lokatą w korpusie oficerów piechoty. W 1932 roku służył w 30 pułku Strzelców Kaniowskich w Warszawie. Latem 1933 roku został przesunięty ze stanowiska dowódcy batalionu na stanowisko kwatermistrza pułku.
W kampanii wrześniowej 1939 roku dowodził I batalionem 30 pułku Strzelców Kaniowskich. 4 września, po zranieniu ppłk Włodzimierza Szmyda, objął dowództwo pułku i sprawował je do dnia 6 września.
Poległ w obronie Warszawy, w czasie walk o tzw. warszawskie Termopile, w rejonie wsi Placówka, obecnie na warszawskich Bielanach. Pochowany na Cmentarzu Wojskowym na Powązkach w Warszawie (kwatera A17-4-18).

## Ordery i odznaczenia
- Krzyż Srebrny Orderu Wojennego Virtuti Militari (13 września 1939)[11]
- Krzyż Niepodległości (16 marca 1937)[12]
- Krzyż Walecznych
- Złoty Krzyż Zasługi (11 listopada 1937)[13]
- Srebrny Krzyż Zasługi (dwukrotnie: 7 sierpnia 1928[14], 11 listopada 1928[15])
- Oficer Orderu Korony Rumunii (Rumunia, 1929)[16]
- Kawaler Orderu Legii Honorowej (Francja, 1929)[16]

## Upamiętnienie
Jedna z ulic w Łomiankach Dolnych nosi imię majora Bronisława Kamińskiego. Wizerunek Bronisława Kamińskiego znalazł się na srebrnej, 20-złotowej monecie kolekcjonerskiej Warszawskie Termopile wydanej przez Narodowy Bank Polski w 2023 r. jako część serii „Polskie Termopile”.